# Hecke-karakter
In de getaltheorie, een deelgebied van de wiskunde, is een hecke-karakter een algemene vorm van een Dirichlet-karakter. Het hecke-karakter werd geïntroduceerd door de Duitse wiskundige Erich Hecke om een klasse van L-functies te construeren, die groter is dan Dirichlet-L-functies en die een natuurlijke setting voor de Dedekind-zèta-functies en enkele anderen functionaalvergelijkingen biedt op dezelfde manier als die van de Riemann-zèta-functie.